# مجموعه تانگه نسو
مجموعه تانگه نسو مربوط به هزاره اول قبل از میلاد است و در شهرستان نمین، بخش عنبران، روستای جید واقع شده و این اثر در تاریخ ۲۷ مرداد ۱۳۸۲ با شمارهٔ ثبت ۹۶۸۰ به‌عنوان یکی از آثار ملی ایران به ثبت رسیده است.